# Castello di Rothmühle
Il castello di Rothmühle (Schloss Rothmühle in tedesco)  si trova nel comune austriaco di Schwechat nel distretto di Bruck an der Leitha, in Bassa Austria, e le sue prime strutture risalgono al XVII secolo.

## Storia

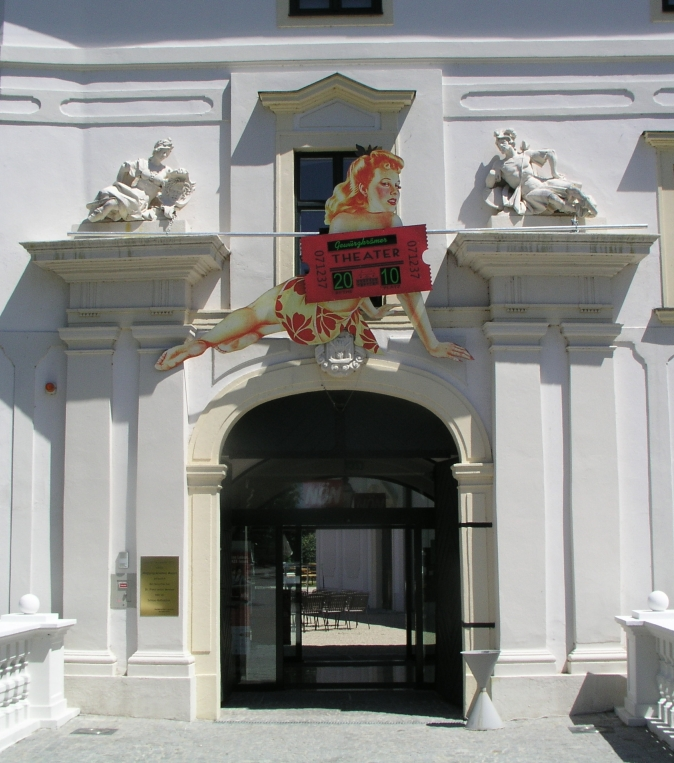
Portale di accesso durante la manifestazione Nestroy 2010

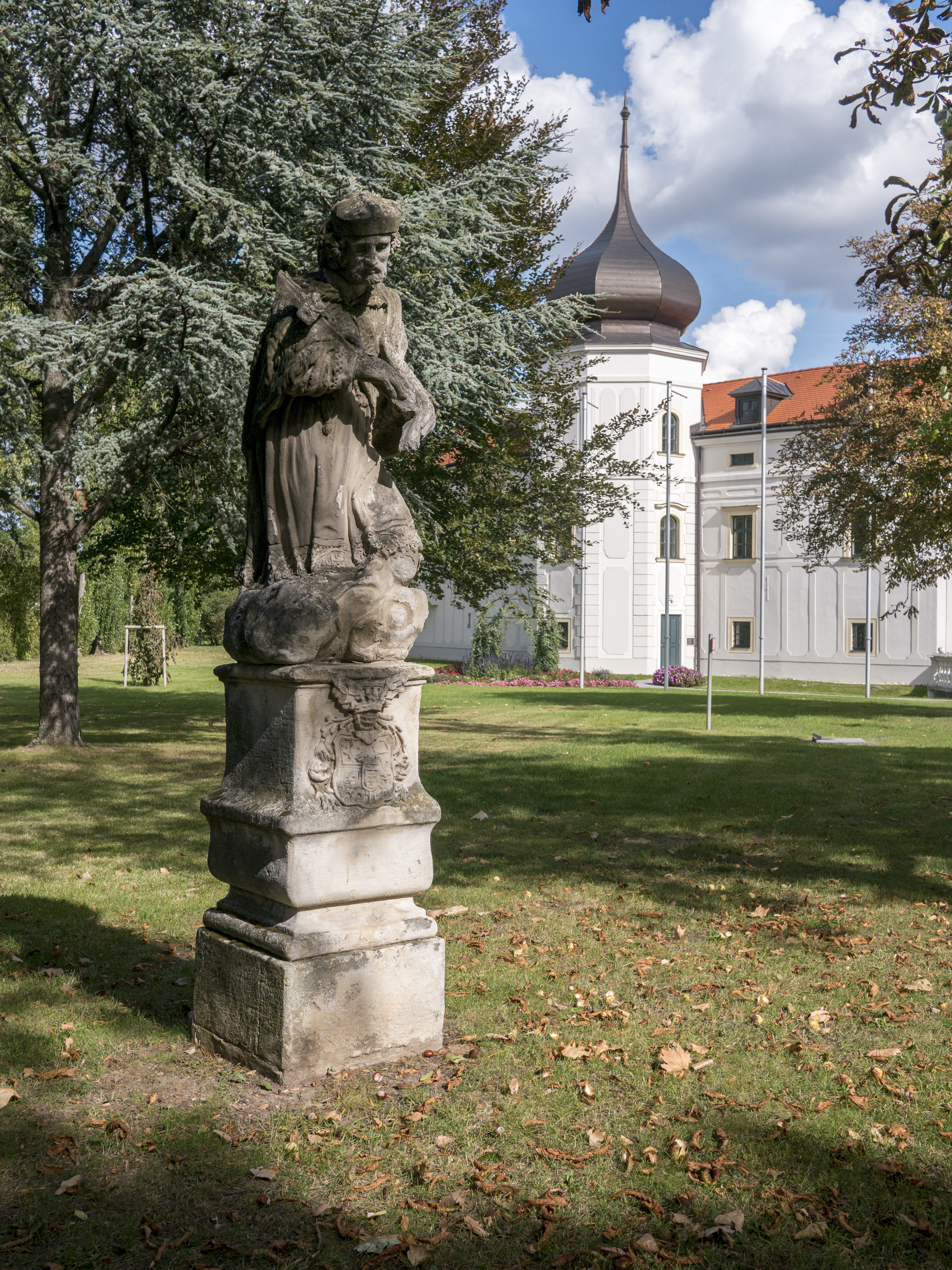
Particolare del parco

Il castello originale venne edificato attorno all'inizio del XVII secolo e in tempi successivi a breve distanza venne costruito un mulino, menzionato per la prima volta attorno alla metà del XIX secolo come posizionato su un'area nel villaggio Rannersdorf appartenente al maniero legato alla chiesa di Gumpendorf. Il mulino, ceduto in affitto, apparteneva alle famiglie aristocratiche locali. Con la rivoluzione del 1848 i proprietari del castello e del mulino divennero anche proprietari terrieri. L'origine del nome è legato al fatto che il mulino, originariamente in legno, venne ricostruito in mattoni rossi. La cappella del castello si trovava a breve distanza dal mulino stesso. Il corso originale del fiume Schwechat sul quale si trovava il mulino risulta dalle mappe catastali del 1818 e si trovava sulla destra del castello. Legate al fiume ed al castello vi furono altre attività come la fabbrica della tessitura che aveva un suo canale, scavato nel 1833. Con la costruzione del castello venne scavato anche il fossato con la doppia funzione di protezione militare e contro i furti. Durante l'invasione turca del 1683 venne devastato e con la successiva ricostruzione il fossato venne interrato. Durante i lavori di ristrutturazione della seconda metà del XX secolo sono stati rinvenuti una parte dell'alveo dell'antico torrente e i resti del vecchio ponte in muratura. Negli anni dal 1968 al 1972 è stato ripristinato il fossato con il ponte davanti alla porta del castello rispettando la sua struttura storica.

## Descrizione
Il castello e il suo parco si trovano nella frazione di Rannersdorf del comune austriaco di Schwechat nel distretto di Bruck an der Leitha, in Bassa Austria. La sua facciata principale si presenta con una particolare pianta ad angolo ottuso rinascimentale. Al centro si trova il grande portale con arco a tutto sesto abbassato al quale si accede attraverso il ponte con balaustre. Ai lati la facciata è arricchita dalle due torri difensive a pianta poligonale, quella di sinistra di maggiore dimensione, ed entrambe con grande copertura a cipolla. I locali del castello ed il parco vengono utilizzati per eventi culturali e manifestazioni anche musicali. La grande sala da ballo, la sala Nestroy e la sala Mozart sono utilizzate per tutto l'anno.
Il castello di Rothmühle in Austria è un bene sottoposto a tutela artistica col numero 4664.